# Йон Ілієску
Йон Ілієску (рум. Ion Iliescu; 3 березня 1930, Олтеніца, Румунія — 5 серпня 2025) — румунський політик, сенатор від Соціал-демократичної партії. Займав посаду Президента Румунії в 1990–1992, 1992–1996, 2000–2004.

## Біографія
Народився 3 березня 1930 року в місті Олтеніца. Батько Іона, Олександру Ілієску (1901–1945) — залізничник, був членом комуністичної партії, яка діяла в підпіллі. У 1931 році взяв участь у п'ятому з'їзді партії, що пройшов у Москві.
Закінчив Московський енергетичний інститут в 1955 році, навчався також у Бухарестському політехнічному інституті. Окрім рідної румунської, вільно володіє російською та англійською мовами.
Член Союзу комуністичної молоді (1944) і РКП (1953). Кандидат у члени ЦК РКП (1965), член ЦК РКП (1968), кандидат у члени Політвиконкому ЦК РКП (1969–1974). У 1957 році був обраний до Великі національні збори. Працював в Союзі асоціацій студентів-комуністів, керував відділом пропаганди ЦК РКП (1965–1968). У 1967 році був призначений першим секретарем ЦК Союзу комуністичної молоді і міністром у справах молоді. У середині 1970-х Ніколае Чаушеску побачив у ньому конкурента і відсторонив від політичної діяльності (Ілієску був першим секретарем Ясського повітового комітету партії в 1974–1979 і головою Національної ради по водному господарству в 1979–1984). У 1984 році був знятий з усіх посад і виключений з ЦК. Водночас, Чаушеску відчував до нього дружні почуття і не переслідував.
У 1989 р. Ілієску очолив заворушення, спрямовані проти Чаушеску, а після повалення останнього — утворив Фронт національного порятунку Румунії і став його головою. У 1990 перетворення Фронту національного порятунку в партію, при збереженні його владних функцій, викликало широкі народні протести. У зв'язку з цим Ілієску балотувався на посаду президента Румунії і був обраний на цю посаду.
У 1992 році повторно обраний на посаду президента Румунії.
Стверджувалося що він неодноразово використовував проти своїх політичних супротивників авторитарні методи, зокрема, подібно до свого попередника Чаушеску, привозив до Бухареста озброєних залізною арматурою шахтарів для розгону опозиційних демонстрацій (див. Мінеріада).

## Cмерть
Помер 5 липня 2025 року на 95-му році життя.

## Нагороди
- Орден «Достик» I ступеня (Казахстан, 5 вересня 2003)
- Орден Подвійного білого хреста 1 класу (Словаччина, 9 вересня 2002)
- Орден «Незалежність» (Азербайджан, 6 жовтня 2004)